# Atlantic Airways
Atlantic Airways (färöiska: Atlantsflog) är Färöarnas nationella flygbolag som flyger från Färöarnas enda flygplats Vágar flygplats på ön Vágar. Flygbolaget grundades år 1987 och har sitt huvudkontor i Sørvágur. År 2003 gick företaget med en vinst på cirka 200 miljoner DKK.

## Historia
Företaget grundades den 10 november 1987 och under det första året var företaget i ekonomisk och praktiskt samarbete med det danska flygbolaget Cimber Air. Den 28 mars 1988 avgick det första flygplanet från Vágar flygplats (Flogvøllinum í Vágum) till Kastrup i Köpenhamn. År 1994 tog Atlantic Airways över de helikopterlinjerna som går mellan flera orter på Färöarna med två helikoptrar. Helikopterturerna bildades redan år 1984 av det lokala rederiet Strandfaraskip Landsins.
Den andra linjen öppnades år 1995 och gick till Norge och år 1998 öppnades linjen till Aberdeen i Skottland. En ny linje till Oslo öppnades år 2002, samma år som företaget hade haft 100 000 passagerare. Sedan år 2004 flyger inte längre Maersk Air till Färöarna, vilket gjorde att Atlantic Airways var det enda företag som flög från och till Färöarna. Samma år köpte flygbolaget även in ett nytt flygplan, en Avro RJ100.

### Atlantic Airways Flight 670
Den 10 oktober 2006 havererade Atlantic Airways flight 670 vid landningen på Stord Lufthavn Sørstokken, söder om Bergen i Norge. Planet av typen BAe 146 var chartrat av det norska företaget Aker Kværner för transport av arbetare till gasfältet Ormen Lange. Till följd av katastrofen avled totalt 4 personer, en färöisk flygvärdinna och tre norska passagerare.

## Destinationer
Från maj 2005 kan man flyga direkt mellan Vagar; Färöarna och destinationerna:

### Danmark
- Billund
- Köpenhamn

### Island
- Reykjavik

### Norge
- Bergen

### Spanien
- Barcelona
- Mallorca

### Övrigt
Ibland finns det flygturer mellan Vagar; Färöarna och Narsarsuaq; Grönland samt även Färöarna - Murmansk; Ryssland.

## Flotta
Atlantic Airways hade i september 2019 totalt fyra stycken flygplan samt två helikoptrar. Flygplanen är av typerna Airbus 320-214, Airbus 320-251N, Airbus 319-115 och Airbus 319-112. Helikoptrarna är två stycken Agusta Westland 139.